# Jarosław Kuczer
Jarosław Krzysztof Kuczer (ur. 1977 w Zielonej Górze) – doktor habilitowany, profesor Uniwersytetu Zielonogórskiego, historyk, germanista, tłumacz (w tym XV-XX-wiecznych tekstów neografii gotyckiej). Specjalizuje się w dziedzinie historii, ze szczególnym uwzględnieniem dziejów szlachty oraz elit arystokratycznych Śląska i Świętego Cesarstwa Rzymskiego Narodu Niemieckiego w okresie nowożytnym, historii miast, problematyce prawnych uwarunkowań funkcjonowania społeczności żydowskiej na Śląsku.

## Życiorys
Pracę magisterską Żydzi w życiu księstwa głogowskiego w czasach nowożytnych (XVI-XVIII w.)  napisał pod opieką naukową prof. Kazimierza Bartkiewicza. Od 2005 pracownik Uniwersytetu Zielonogórskiego. Pracownik Wydziału Prawa i Administracji UZ. Doktorat na podstawie pracy Szlachta w życiu społeczno-gospodarczym księstwa głogowskiego w epoce habsburskiej (1526-1740) obronił w 2004 r. na UZ. Promotorem pracy był prof. Wojciech Strzyżewski. Habilitację uzyskał na podstawie pracy Baronowie, hrabiowie, książęta. Nowe elity Śląska (1629-1740).
W latach 2005–2014 adiunkt w Instytucie Historii UZ.
W latach 2007–2008 wykładowca Uniwersytetu w Poczdamie.
W latach 2012–2013 ekspert Polskiej Akademii Nauk w Centrum Badań Historycznych w Berlinie (Zentrum für Historische Forschung Polnischer Akademie der Wissenschaften Berlin)
Od 2014 roku Profesor UZ na Wydziale Prawa i Administracji UZ
W latach 2004–2005 i 2010-2011 Specjalista-Dokumentalista w Wojewódzkiej i Miejskiej Bibliotece Publicznej w Zielonej Górze.
Laureat nagród rektora UZ pierwszego stopnia w latach 2003, 2004, 2006, 2008, 2014, 2018. Wyróżniony drugą nagrodą Lubuskiego Wawrzynu Naukowego w 2007 r.
W latach 2004 i 2007 stypendysta Polskiej Akademii Umiejętności (Stypendium Lanckorońskich) w Wiedniu, w latach 2007-2008 stypendysta DAAD oraz Stiftung für Preussische Aufklärung przy Uniwersytecie w Poczdamie. W 2010 r. uzyskał stypendium badawcze Fundacji na Rzecz Nauki Polskiej (Praga), a w latach 2011-2012 był stypendystą International Visegrad Fund (Fundusz Wyszehradzki).
W latach 2008–2010 współorganizator międzynarodowego projektu dydaktyczno-badawczego Compa/Raison, prowadzonego w ramach 7 Projektu Ramowego Unii Europejskiej "Englobe", którego spektrum badań związane było z osiągnięciami Oświecenia europejskiego i jego wpływu na współczesne społeczeństwa starego kontynentu. Program ten był realizowany przez UZ we współpracy z uniwersytetami: Universite X Nanterre Paris, Universität Potsdam, Univerität Passau, Universite de Saint-Quentin Versaille, Uniwersytet Mikołaja Kopernika w Toruniu.
W latach 2012–2016 członek zespołu badawczego projektu realizowanego przez UZ wraz z Universität Cottbus-Senftenberg pt. „Niederlausitz und die Südliche Lubuskie”.
W swojej karierze współpracował i publikował m.in. z prof. Wojciechem Strzyżewskim, prof. Hieronimem Szczegółą, prof. Dariuszem Dolańskim, prof. Robertem Trabą.

## Dorobek naukowy
Autor ponad 100 prac naukowych opublikowanych w wydawnictwach polskich i zagranicznych, w tym trzech monografii, opracowań źródłowych oraz tłumaczeń przedwojennych monografii miast z zakresu historii Śląska.
Najważniejsze z nich to:
- Baronowie, hrabiowie, książęta. Nowe elity Śląska (1629-1740), Zielona Góra 2013.
- Historia Szprotawy / Felix Matuszkiewicz; tłum. [z niem.] i oprac. Jarosław Kuczer, Szprotawa 2010.
- Archiwum Herminy von Reuss. Korespondencje rodzin Reuss, Schönaich-Carolath, Hohenzollern oraz Prittwitz und Gaffron w zbiorach WiMBP im. C. Norwida w Zielonej Górze, Zielona Góra 2009.
- Spisy dóbr ziemskich księstwa głogowskiego z lat 1671-1727, Warszawa 2007.
- Szlachta w życiu społeczno-gospodarczym księstwa głogowskiego w epoce habsburskiej (1526 – 1740), Zielona Góra 2007[13].
- Kronika Zielonej Góry / Johann Gottfried John, Heinrich Adolph Piltz; tłum. [z niem.] i oprac. Jarosław Kuczer, Zielona Góra 2005.
- Burmistrz, landrat, wojewoda: przemiany administracyjne na Środkowym Nadodrzu od średniowiecza aż do czasów współczesnych, Zielona Góra 2011.
- Szlachta europejska w strukturach lokalnych XVI -XVIII wieku, Zielona Góra 2010[14].
- Zapisali się w dziejach Środkowego Nadodrza. Szkice biograficzne, Zielona Góra 2009.